# Onychocamptus fratrisaustralis
Onychocamptus fratrisaustralis is een eenoogkreeftjessoort uit de familie van de Laophontidae. De wetenschappelijke naam van de soort is voor het eerst geldig gepubliceerd in 2001 door Gómez.